# Wetschehausen

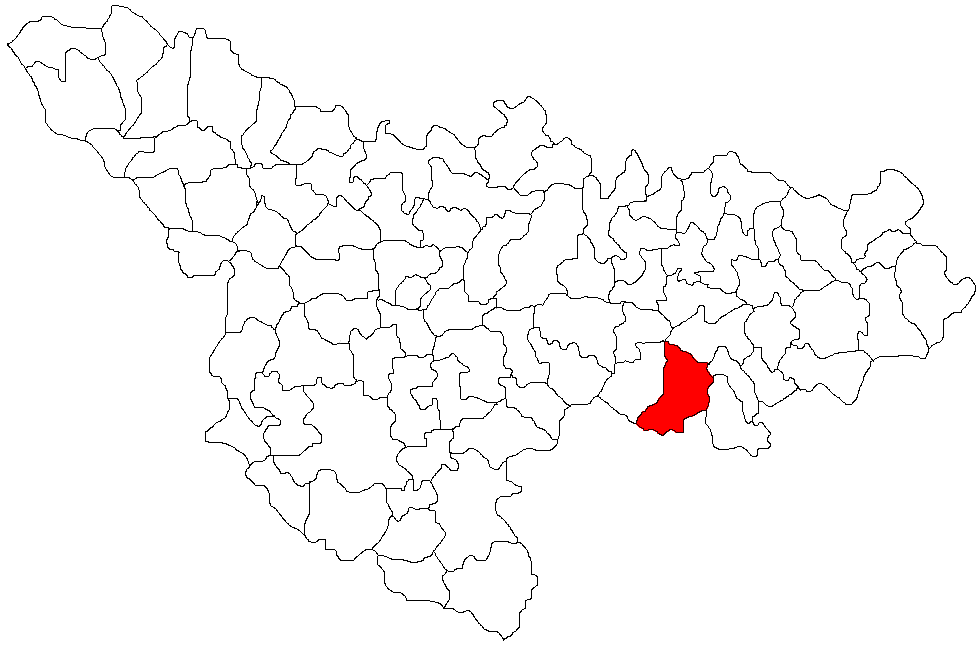
Lage der Gemeinde Victor Vlad Delamarina im Kreis Timiș

Wetschehausen (rumänisch Petroasa Mare, ungarisch Vecseháza) ist ein Dorf im Banat (Rumänien) und liegt im Kreis Timiș etwa 10 km südlich von Lugoj (Lugosch). Es gehört zur Gemeinde Victor Vlad Delamarina.

## Name
Gemäß einer Karte nach Görök und Szedius war der alte Name des Dorfes Petrosa, vermutlich nach dem Bach Petrosa, der entlang des Ortes fließt, oder nach dem steinigen Boden, der westlich und östlich des Dorfes anzutreffen ist. Außerdem soll früher an der Landstraße nach Lugosch ein Wirtshaus namens Petrosa gestanden haben. Nach einem deutschen Geschichtsschreiber war dieses Wirtshaus allgemein bekannt und gefürchtet, da sich hier Räuber aufhielten. Diese sollen immer wieder Kaufleute und Reisende überfallen und ausgeplündert haben.
Der Ort hieß zur Zeit seiner Gründung 1785/86 zunächst Morgenstern. 1789 erhielt er nach dem Kameraladministrator Freiherr von Vecsey die Bezeichnung Vecsey. 1809 wurde dieser Name zu Vecseyháza erweitert. Bis zum Ende des Ersten Weltkrieges lautete die offizielle ungarische Bezeichnung Vecseháza. Die Deutschen nennen ihr Heimatdorf in Ableitung von der ungarischen Fassung seit 1809 bis heute Wetschehausen. Die rumänische Form (zunächst Pietroasa) ist seit 1840 bezeugt. Nach dem Ende des Ersten Weltkrieges, als der Ort von Österreich-Ungarn zu Rumänien kam, erhielt er den Namen Pietroasa Mare, 1968 dann Petroasa Mare.

## Nachbarorte
| Darova      | Herendești                                  | Victor Vlad Delamarina |
| Silagiu     | Kompassrose, die auf Nachbargemeinden zeigt | Honorici               |
| Sacoșu Mare | Visag                                       | Pădureni               |

## Geschichte
Die Ansiedlung im Jahre 1785/1786 erfolgte während der Herrschaft des österreichischen Kaisers Joseph II. Gleichzeitig wurden 14 weitere Dörfer gegründet wie z. B. Darowa, Ebendorf, Liebling und Bakowa.
Die Ansiedlung von Wetschehausen fällt in die Zeit des dritten „Schwabenzuges“, also in eine Zeit, in der das Banat bereits besiedelt war. Damals bestand das Gebiet des Ortes aus Urwald und Gesträuch. Die Gegend war sehr unsicher, da im Wald Kriminelle lebten und von da aus ihre Raubzüge organisierten und ausführten.
Als zur Zeit der Erzherzogin Maria Theresia ihr Sohn Josef das Banat bereiste, kam er auch in diese Gegend. Auf die Klage der Bewohner dieser Region eingehend, befahl er – seit 1780 Kaiser des Habsburgerreiches – dem Räubertum ein Ende zu machen. Er gab den Befehl, den Wald auf dem Gebiet, wo sich heute das Dorf befindet, zu roden und eine Gemeinde zu gründen.
1785 trafen die ersten Ansiedler ein. Als Gründungsjahre sind 1785 und 1786 zu betrachten. 1787 soll man bereits 130 Häuser gezählt haben. Die ersten Matrikeln stammen aus dem Jahr 1786. Dies ist aus der recht spärlichen Dorfchronik zu entnehmen, die 1811 vom Pfarrer Michael Kollar verfasst wurde. Die ersten Bewohner kamen aus Bayern, Oberungarn, Deutsch-Böhmen und Mähren, einige aus dem Elsass und dem Rheinland. Die ersten Siedler und die eigentlichen Begründer des Dorfes waren in erster Linie Deutsche und nicht Ungarn. Diese gingen in ihrer Behauptung von der Tatsache aus, dass es früher am Südrand des Dorfes einen protestantischen, ungarischen Friedhof gegeben hat. Allerdings lebten wohl vor der planmäßigen Ansiedlung protestantische Ungarn im Ort. Wegen häufiger Konflikte zwischen Protestanten und Katholiken wurden 1791 protestantische Ungarn aus Wetschehausen gegen katholische Deutsche aus dem Ort Rittberg (heute rumänisch Tormac) ausgetauscht. Unter den Siedlern aus Böhmen und Oberungarn waren neben Deutschen auch ethnische Tschechen und Slowaken. Sie wurden im Lauf der Jahrzehnte von der deutschen Mehrheit assimiliert; von ihnen zeugten jedoch noch lange slawische Familiennamen.
Die meisten Ungarn wurden erst 1809 durch den Adligen Josef von Leitner hier angesiedelt. Dieser hatte im gleichen Jahr die Patronatsherrschaft über das Dorf erhalten; sie wurde verliehen von Kaiser Franz. Josef von Leitner und seine Söhne hatten fast hundert Jahre die Patronatsherrschaft von Wetschehausen und den größten Teil des Ackerbodens in ihrem Besitz.
Die ersten Einwohner von Wetschehausen hatten unter Armut, harter Arbeit, aber vor allem an Epidemien wie Pest, Cholera und Ruhr zu leiden. Bis 1864 übertraf die Anzahl der Todesfälle ständig die der Geburten; zudem wanderten besonders in den ersten Jahren nach der Ansiedlung viele Bewohner des Ortes in andere Regionen des Banates ab. Zurück blieben meist die am wenigsten Begüterten, so dass schon 1805 die Gemeinde beinahe ausgestorben wäre. Das Dorf erhielt sich jedoch durch neue und neue Zuwanderer aus der Umgebung und aus der Banater Heide, die der billige Bodenpreis anzog. Infolge der recht schlechten Bedingungen, dehnte sich der Prozess der Ansiedlung des Dorfes über fünf Jahrzehnte aus.
Die Beschäftigung der Bewohner war der Oberflächengestalt der Gegend angepasst. Die meisten betrieben Ackerbau und Viehzucht. Viele hatten jedoch zu wenig Ackerboden, um von dessen Erträgen leben zu können. Diese arbeiteten bei solchen mit mehr Boden und beim Grundherrn Josef Leitner und dessen Söhnen Emil und Gyula. Sie waren Tagelöhner und wurden Kleinhäusler genannt. Daher stammt die Bezeichnung der Häuserreihen an beiden Dorfenden, die Kleinhäuslergasse.
1898 verkauften Emil Leitner und 1905 auch Gyula Leitner ihren Besitz an die Bauern und Tagelöhner.
Besonders dort, wo es kinderreiche Familien gab, wurde der kleine Besitz zerstückelt, so dass die Anzahl der Tagelöhner im Laufe der Zeit nicht geringer wurde.
Der Boden ist tonig, lehmig und schwer zu verarbeiten; Damit war er zwar billig, jedoch unfruchtbar. Zu Beginn des 20. Jahrhunderts und nach dem Ersten Weltkrieg zog der billige Bodenpreis mehrere Bauern aus verschiedenen Gemeinden der Banater Heide an. Sie scheiterten jedoch zumeist und zogen wieder fort.
Nach dem Ersten Weltkrieg fiel das Temeswarer Banat an Rumänien.
Zahlreiche Siedler beherrschten außer der Landwirtschaft auch ein Handwerk. Viele Gebrauchsgüter und Gegenstände stellten sie selbst her, so zum Beispiel Holzpantoffeln. Andere arbeiteten als Korbflechter, Besenbinder und Bürstenmacher. Nach dem Zweiten Weltkrieg bis zur Aussiedlung arbeitete ein Teil der Bewohner in der Landwirtschaftlichen Produktionsgenossenschaft; die meisten Männer fuhren täglich nach Lugoj und waren dort in den Fabriken und Betrieben tätig, in der Regel als Maurer, Zimmerleute, Schneider, Tischler oder Schlosser. Viele Frauen arbeiteten in umliegenden Obstplantagen.

## Persönlichkeiten
- Maria Werthan (* 1952), deutsche Vertriebenenfunktionärin